# Ad rem (uitdrukking)
De uitdrukking ad rem (Latijn voor "naar/aan de zaak") betekent dat een persoon zich bij zijn onderwerp houdt; de uitdrukking wordt uitsluitend gebruikt voor personen die als spreker fungeren.
In de letterlijke zin van de uitdrukking betekent zij "ter zake" en wordt toegepast op redenaars en op deelnemers aan vergaderingen. Zij betekent dan dat de spreker zich aan zijn onderwerp hield, niet afdwaalde en niet nodeloos uitweidde.
De bedrijfsleider sprak ad rem.
In meer uitgebreide zin is de uitdrukking "gevat" gaan betekenen. Nu gaat het om sprekers die deelnemen aan een spontaan gesprek en die erin slagen hun aandacht dermate 'bij de zaak' te houden, dat zij bijzonder snedige en toepasselijke reacties kunnen geven. De uitdrukking impliceert daarbij ook een zekere snelheid: sprekers zijn in deze betekenis mede ad rem doordat zij hun rake reactie onmiddellijk onder woorden kunnen brengen – nog voordat een van de andere deelnemers iets dergelijks had bedacht.
Ha! Dat was bijzonder ad rem van je!
In de volgende zin wordt de uitdrukking als een bijvoeglijk naamwoord gebruikt:
Die ad remme reacties van jou beginnen me een beetje tegen te staan.